# Phoracantha
Phoracantha es un género de escarabajos de los eucaliptos de la familia Cerambycidae.
Son originarios de Australia, donde se alimentan de eucaliptos. Muchas especies han sido introducidas en otras partes del mundo con su planta alimentaria.

## Especies
- Phoracantha acanthocera (MacLeay, 1826)
- Phoracantha alternata Carter, 1929
- Phoracantha ancoralis Wang, 1995
- Phoracantha complicata Wang, 1995
- Phoracantha concolor Carter, 1929
- Phoracantha cruciata Wang, 1995
- Phoracantha elegans Blackburn, 1894
- Phoracantha flavopicta Pascoe, 1865
- Phoracantha frenchi (Blackburn, 1892)
- Phoracantha freyi (Fuchs, 1962)
- Phoracantha gracilis Perroud, 1855
- Phoracantha grallaria Pascoe, 1864
- Phoracantha immaculata (Carter, 1929)
- Phoracantha impavida Newman, 1850
- Phoracantha laetabilis Blackburn, 1894
- Phoracantha lata (Hope, 1841)
- Phoracantha longipennis (Hope, 1841)
- Phoracantha manifesta Wang, 1995
- Phoracantha mastersii (Pascoe, 1875)
- Phoracantha mitchelli (Hope, 1841)
- Phoracantha montana (Gressitt, 1959)
- Phoracantha multiformis Wang, 1995
- Phoracantha niamata Wang, 1995
- Phoracantha northamensis (McKeown, 1948)
- Phoracantha obscura (Donovan, 1805)
- Phoracantha odewahnii Pascoe, 1864
- Phoracantha perbella Wang, 1995
- Phoracantha placenta (Carter, 1929)
- Phoracantha porosa Carter, 1929
- Phoracantha princeps (Blackburn, 1889)
- Phoracantha punctata (Donovan, 1805)
- Phoracantha punctipennis (Blackburn, 1889)
- Phoracantha recurva Newman, 1840
- Phoracantha rugithoracica Wang, 1995
- Phoracantha savesi Fauvel, 1906
- Phoracantha semipunctata (Fabricius, 1775)
- Phoracantha solida (Blackburn, 1894)
- Phoracantha superans Pascoe, 1862
- Phoracantha synonyma Newman, 1840
- Phoracantha tricuspis Newman, 1840
- Phoracantha tuberalis Wang, 1995
- Phoracantha tunicata (MacLeay, 1826)